# Дом Кузнецовых
Дом Кузнецовых — старинное здание в историческом районе Започаинье (Ильинская слобода) Нижнего Новгорода. Построен в 1839 годах по проекту городского архитектора Г. И. Кизеветтера в стиле ранней академической эклектики.

## История
Купец третьей гильдии Дмитрий Семёнович Кузнецов, торговец железом, в 1838 году приобрёл на Ильинской улице возле пересечения её с шедшим от Мироносицкой к Успенской церкви проулком обширный участок земли и решил построить на нём каменный двухэтажный на сводчатых подвалах дом с флигелем, каменной оградой и воротами. Проект усадьбы выполнил первый городской архитектор Нижнего Новгорода Г. И. Кизеветтер.
28 января 1839 года планы-фасады были одобрены Нижегородским Строительным комитетом и отправлены в Санкт-Петербург, где их окончательно высочайше утвердили в числе других 15 нижегородских проектов. Весной того же года Кузнецовы (все документы оформлялись на имя жены купца Анны) начали строительные работы, а на исходе строительного сезона дом уже был закончен.
В декоративно-художественном оформлении фасада Кизеветтер применил обычные элементы, свойственные классицизму и неоренессансу: квадровую рустовку, в замковых камнях над тремя центральными окнами второго этажа поместил маскароны в виде львиных голов, выполненных тем не менее грубо. На начало 1990-х годов дом являлся неизвестной даже специалистам работой Г. И. Кизеветтера, активно застраивавшего Нижний Новгород в 1830-х годах. В настоящее время фасады дома отремонтированы.